# Trypillja (Obuchiw)
Trypillja (ukrainisch Трипілля; russisch Триполье Tripolje) ist ein Dorf in der ukrainischen Oblast Kiew mit etwa 2800 Einwohnern (Stand 1. Januar 2005).

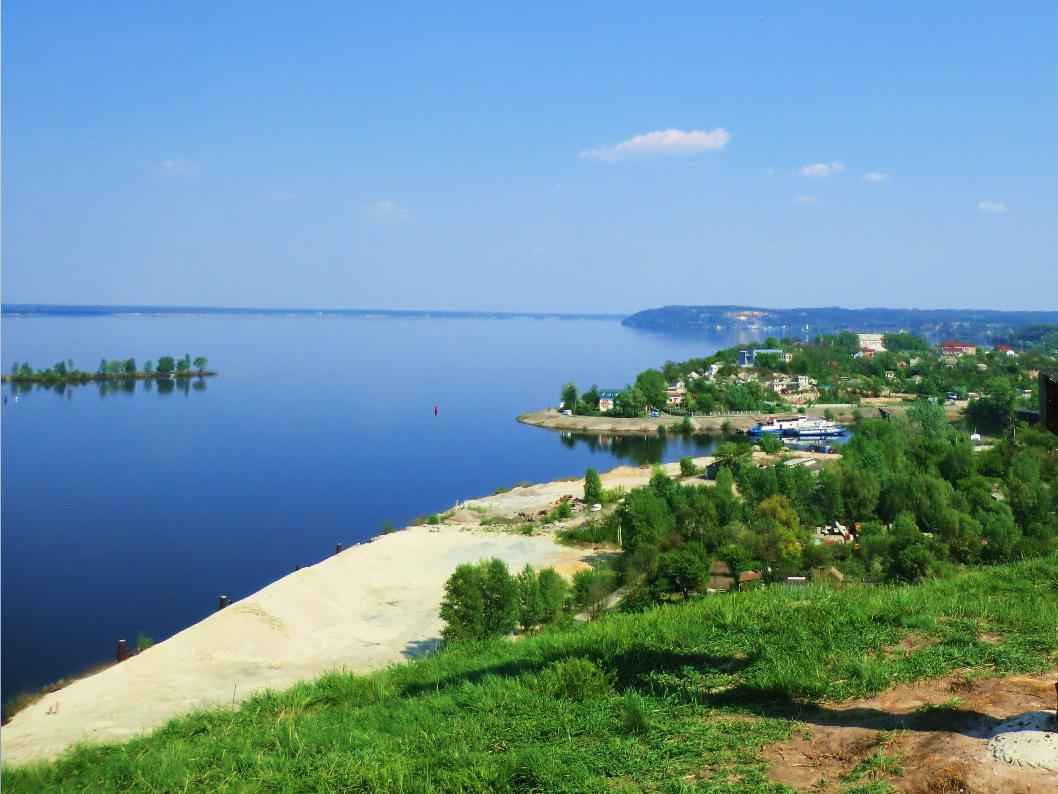
Blick auf Trypillja am Dnepr in der Oblast Kiew

Trypillja liegt etwa 40 Kilometer südlich von Kiew nahe der Stadt Ukrajinka am rechten Ufer des Dnepr und ist vor allem dadurch bekannt, dass am Ende des 19. Jahrhunderts in ihrer Umgebung der Archäologe Wikentij Chwoika die Reste einer großen Siedlung der Cucuteni-Tripolje-Kultur entdeckte und ausgrub. Die Siedlung existierte um 4800–4500 v. Chr., zählte etwa 10.000 bis 20.000 Einwohner und war damit für damalige Verhältnisse eine Großstadt.
Auf dem Territorium der Ortschaft liegen die Überreste der erstmals 1032 in den Annalen Jaroslaws des Weisen erwähnten, befestigten Siedlung der Kiewer Rus Trepoli.
In Trypillja befindet sich ein Museum mit zahlreichen Funden der Cucuteni-Tripolje-Kultur und späterer Epochen.
Trypillja ist ein populärer Urlaubsort mit vielen Ferienhäusern und Sanatorien.
In der Nähe des Dorfes befindet sich das Kraftwerk Trypillja.
Am 12. Juni 2020 wurde das Dorf ein Teil der neugegründeten Stadtgemeinde Ukrajinka, bis dahin bildete es die gleichnamige Landratsgemeinde Trypillja (Трипільська сільська рада/Trypilska silska rada) im Osten des Rajons Obuchiw.